# Patricio Jara
Patricio Jara Álvarez (Antofagasta, 4 de mayo de 1974) es un escritor y periodista chileno. Actualmente escribe para Revista Qué Pasa de La Tercera y se desempeña como académico en la Facultad de Comunicación e Imagen de la Universidad de Chile

## Biografía
Patricio Jara se formó en su ciudad natal y estudió en el Colegio San Luis de los jesuitas, donde escribió sus primeros cuentos. Se tituló de periodista en 1996 de la Universidad José Santos Ossa (su tesis versó sobre el escritor Luis Rivano). Como académico ha enseñado en diversos establecimientos de educación superior, como las universidades Santo Tomás (sede de Antofagasta), la Diego Portales (UDP), de Santiago y Universidad Finis Terrae (UFT). Sus artículos han aparecido en diversos medios como la Revista de Libros y Sábado, ambas de El Mercurio, Qué Pasa, The Clinic. Fan del rock extremo, ha publicado crónicas en Rolling Stone y escrito una especie de historia personal de la música metal nacional, así como una biografía de la banda chilena de death/thrash metal Pentagram.
Desde 2004 vive en Santiago, en el barrio de Ñuñoa, cerca del Estadio Nacional, al que asiste los días de fútbol. Su afición por este deporte ha quedado reflejado en Marihuana Álvarez, que formó parte Gente que va al estadio (1997, con prólogo de Hernán Rivera Letelier), libro que también recoge los relatos de otros dos periodistas. Además de hacer clases en la UDP, es editor de Ediciones B.

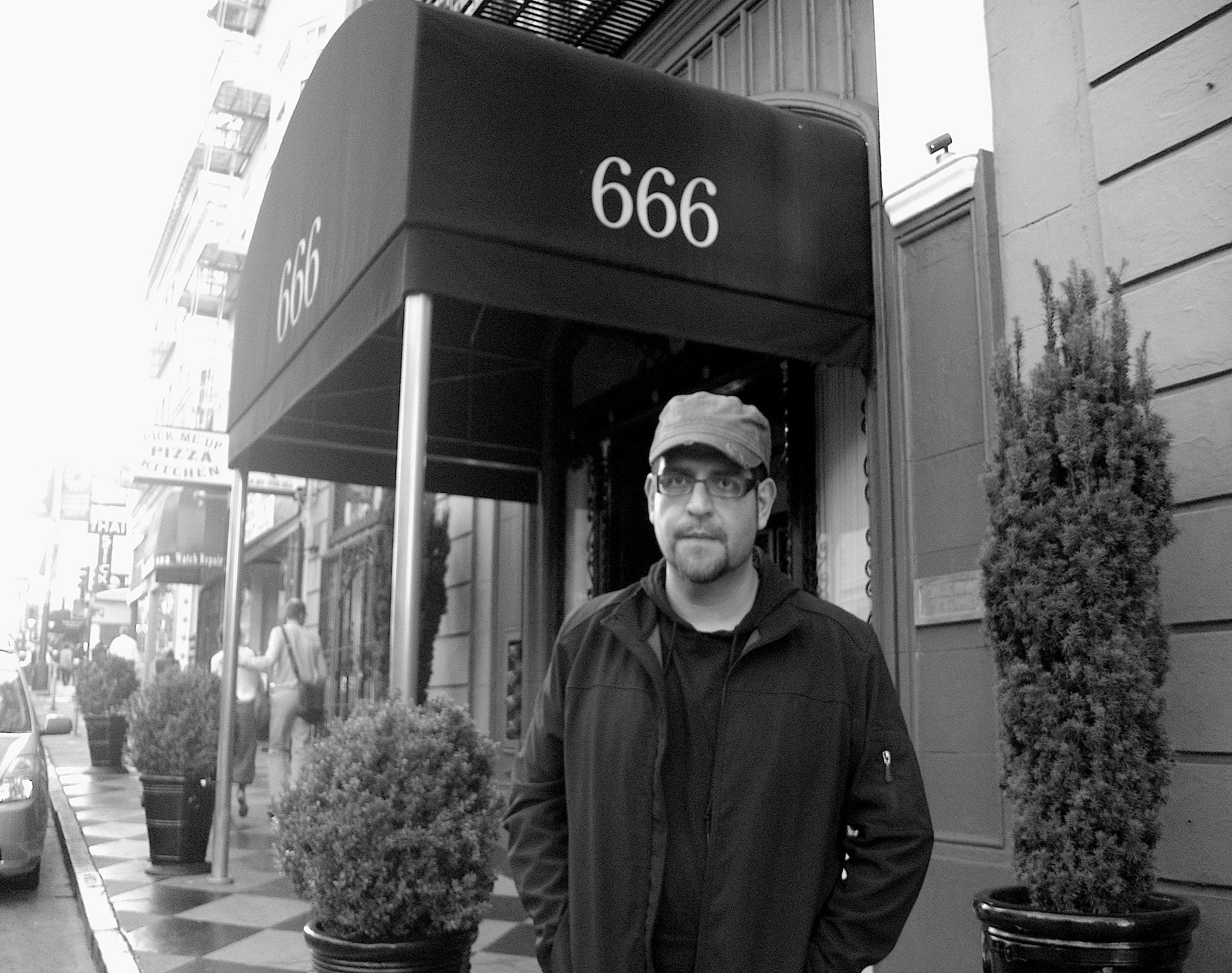
El escritor en San Francisco, CA, 2012

En 2012 fue becado por la Universidad de Louisville (estado de Kentucky, Estados Unidos) para cursar estudios de literatura norteamericana contemporánea.
Es profesor de planta de la Escuela de Periodismo de la Universidad de Chile. También enseña en la Católica (diplomado en Edición y en el taller de Escritura Creativa) así como en la Escuela de Periodismo de la Universidad del Desarrollo (taller de Medios I); además, colabora en el programa La invención del futuro, en radio Pauta.

## Trayectoria literaria
El primer libro publicado por Jara fue una compilación de sus cuentos, Última ronda, aparecida en Antofagasta en 1996. Aunque ha seguido cultivando el género breve, es con sus novelas que ha alcanzado notoriedad. En la primera no se alejó mucho del relato, pues se trató de una novela corta destinada al público juvenil, Ave satani (1999), que, reeditada por Alfaguara en 2004, se convirtió en De aquí se ve tu casa y en la que se refleja la afición de Jara por el heavy metal.
Su consagración en Chile le llegó en 2002, cuando con El sangrador ganó el premio del Consejo Nacional del Libro y la Lectura a la mejor novela inédita del año. Fue por ese entonces que la revista Qué Pasa lo incluyó, junto a Marcelo Simonetti y Alejandro Cabrera, en «el trío de la renovación literaria del país», y Hernán Rivera Letelier escribió a propósito de Jara: "Siempre mostró ser un animal literario. Come, sueña y fornica literatura. Lo veo como líder de la escuadra nortina, así que afírmense en Santiago". Entre las novelas que ha publicado después, destacan Prat (una historia novelada del héroe naval) Quemar un pueblo (2009) y Geología de un planeta desierto (2013). 
Esta novela, alabada por la crítica, tiene mucho de autobiográfico, de la relación con su padre (murió en 1998, «tras una dura década de alcoholismo»), cosa que se reflejó en la evolución del título. Jara la llamó primero Géologo, luego Novela de papá y por último Geología…. En cuanto a las influencias en esta obra, reconoce la de Michel Houellebecq, autor que «aparece como personaje al final de la novela».
El proceso de escritura de Jara generalmente es largo y a veces pasan años desde que idea una novela hasta que la termina. En 2009, año en que aparecieron tres libros suyos, explicó en una entrevista: «Prat la tenía pensada desde 2004 y la escribí recién en 2008. Los cuentos de Las zapatillas... los vengo trabajando desde 1994, de los tiempos de la universidad. Y esta novela, Quemar un pueblo, tiene partes armadas en 2005, cuando aún vivía en  Antofagasta».

## Premios y reconocimientos
- Primer premio en el Concurso de Cuentos para Escritores de la Zona Norte 1995, 1996 y 2001[9]
- Primer premio en el concurso Dándole Cuento al Género 1995
- Beca de Creación Literaria del Consejo Nacional del Libro
- Segundo lugar en el concurso Pedro de Oña por su novela breve La elasticidad de los cuerpos, escrita gracias a beca del año anterior[10]
- Finalista del Concurso de Cuentos Paula 2001
- Premio del Consejo Nacional del Libro y la Lectura 2002 a la mejor novela inédita del año por El sangrador
- Seleccionado como uno de los líderes de 2002 (área Cultura) por la revista Sábado de El Mercurio conjuntamente con la Universidad Adolfo Ibáñez[11]
- Premio Municipal de Literatura de Santiago 2014, categoría novela, por Geología de un planeta desierto[12]

## Obras
- Última ronda, cuentos, Ediciones de la Universidad José Santos Ossa, Antofagasta, 1996
- Ave satani, novela breve juvenil, Santos Ossa, Antofagasta, 1999; reeditada como De aquí se ve tu casa, Alfaguara, Santiago, 2004[6]
- Derivas, cuentos, La Uña Rota, España, 2000
- El sangrador, novela, Alfaguara, Santiago, 2002
- El mar enterrado, Seix Barral, Santiago, 2005
- El exceso, Alfaguara, Santiago, 2007
- Prat, Bruguera, 2009
- Las zapatillas de Drácula, literatura juvenil, Norma, 2009
- Quemar un pueblo, novela, Alfaguara, 2009
- Pájaros negros, crónicas del metal  chileno, Ediciones B, 2012
- Geología de un planeta desierto, novela, Alfaguara, 2013
- Pentagram, biografía de la banda chilena homónima; edición bilingüe junto a un disco doble, Alemania, 2013[2]
- Pájaros negros 2, Más crónicas del heavy metal chileno, Ediciones B, 2014
- South American Joe, investigación, Ediciones El Mercurio, 2014
- El libro de Los Tenores y las historias de La Banda, Ediciones Lolita, Santiago, 2015
- Antipop, novela, Alfaguara, 2016
- Read in Blood 1986-2016: 30 años del clásico de Slayer, ensayo, Planeta, 2016
- Dios nos odia a todos, Emecé, Santiago, 2017
- El cielo rojo del norte, cuentos, Alfaguara, 2018
- Tragar el sol, novela, Alfaguara, 2020
- El mundo abajo, cuentos, Alfaguara, 2022
- Tribulated Bells, Sadism, crónica, La Piedra Redonda, 2022

### Teatro
- Pacífico; Compañía de Teatro de la Universidad de Antofagasta, coautor y dir.: Alberto Olguín, 2004
- Q. Un quijote urbano, Compañía de Teatro de la Universidad de Antofagasta, coautor y dir.: Alberto Olguín, 2005